# Тмин кавказский
Тмин кавказский (лат. Carum caucasicum) — вид травянистых растений рода Тмин (Carum) семейства Зонтичные (Apiaceae).

## Ботаническое описание
Многолетнее растение. Корень длинный, вертикальный, узко веретеновидный, 0,3—0,7 см толщиной. Стебли одиночные или в числе нескольких, восходящие или прямые, 4—35 см высотой, простые, редко ветвистые, безлистные или с 1—3 листьями. Прикорневые листья на длинных, равных пластинке или немного её короче или длиннее черешках, при основании расширенных во влагалище, пластинка их продолговатая, 2,5—9 см длиной и 1—3 см шириной, почти дважды перисто-рассеченная, первичные доли в числе 4—7 пар сидячие, широко яйцевидные, в свою очередь перисто-надрезанные на обратноклиновидные, ланцетовидные или линейные доли, цельнокрайние или глубоко зубчатые. Стеблевые листья при наличии сидячие на расширенном, слегка вздутом, по краям пленчатом стеблеобъемлющем влагалище.
Зонтики 4—7-лучевые с неравными голыми лучами, в поперечнике 1,5—3 см. Обёртка из одного-трёх цельных или перистых, иногда тройчато надрезанных, обыкновенно прямостоящих листочков, редко обёртка отсутствует. Зонтички 4—8 мм в поперечнике с голыми цветоножками. Обёрточка из 5—6 ланцетовидно-линейных, широко пленчатых обыкновенно вверх направленных листочков, короче лучей зонтичка или почти им равных. Лепестки белые, около 1 мм длиной, выемчатые и в выемке с загнутой внутрь верхушкой. Плоды яйцевидные, 3 мм длиной и 1,5 мм шириной. Подстолбие коротко коническое, столбики отогнутые, длинней подстолбия.

## Распространение
Встречается в Предкавказье, Дагестане, Восточном, Западном и Южном Закавказье. Растёт на альпийских лугах, старых ледниковых моренах на высоте 2500—3300 метров над уровнем моря.

## Значение и применение
Типичное пастбищное растение которое легко переносит выпас и даёт хорошую отаву. На пастбище поедается всеми видами скота и особенно овцами. Корни поедаются кабанами. По высокому содержанию протеина, жира и умеренного содержания клетчатки, данный вид тмина должен быть отнесён к лучшим кормовым растениям. По указанию А. Ф. Гроссгейма пастбищные участки с этим растением чрезвычайно высоко ценятся овцеводами. Прекрасные пастбищные свойства растения относят его к лучшим кормовым растениям альпийских лугов.
По наблюдениям в Кабардино-Балкарии поедается западнокавказским туром (Capra caucasica).